# Мартін Бакен
Мартін Бакен (англ. Martin Buchan, нар. 6 березня 1949, Абердин) — шотландський футболіст, захисник. По завершенні ігрової кар'єри — футбольний тренер.
Як гравець насамперед відомий виступами за клуби «Абердин» та «Манчестер Юнайтед», а також національну збірну Шотландії.
Володар Кубка Шотландії. Дворазовий володар Кубка Англії. Володар Суперкубка Англії з футболу.

## Клубна кар'єра
У дорослому футболі дебютував 1965 року виступами за команду клубу «Абердин», в якій провів сім сезонів, взявши участь у 134 матчах чемпіонату.
Своєю грою за цю команду привернув увагу представників тренерського штабу клубу «Манчестер Юнайтед», до складу якого приєднався 1972 року. Відіграв за команду з Манчестера наступні одинадцять сезонів своєї ігрової кар'єри. Більшість часу, проведеного у складі «Манчестер Юнайтед», був основним гравцем захисту команди. За цей час двічі виборював титул володаря Кубка Англії, ставав володарем Суперкубка Англії з футболу.
Завершив професійну ігрову кар'єру у клубі «Олдем Атлетик», за команду якого виступав протягом 1983—1985 років.

## Виступи за збірну
У 1971 році дебютував в офіційних матчах у складі національної збірної Шотландії. Протягом кар'єри у національній команді, яка тривала 8 років, провів у формі головної команди країни 34 матчі.
У складі збірної був учасником чемпіонату світу 1974 року у ФРН, чемпіонату світу 1978 року в Аргентині.

## Кар'єра тренера
Розпочав тренерську кар'єру відразу ж по завершенні кар'єри гравця, 1985 року, очоливши тренерський штаб клубу «Бернлі». Наразі досвід тренерської роботи обмежується цим клубом.

## Титули і досягнення
- Володар Кубка Шотландії (1):

«Абердин»: 1969–70
- Володар Кубка Англії (2):

«Манчестер Юнайтед»: 1976–77, 1982–83
- Володар Суперкубка Англії з футболу (1):

«Манчестер Юнайтед»: 1977